# Der Wolf als Schäfer
Der Wolf als Schäfer (französisch: Le Loup devenu berger; deutsch auch: Der Wolf als Hirte) ist die dritte Fabel im dritten Buch der Fabelsammlung Fables Choisies: Mises En Vers von Jean de La Fontaine,  die er 1668 veröffentlicht hatte.

## Inhalt

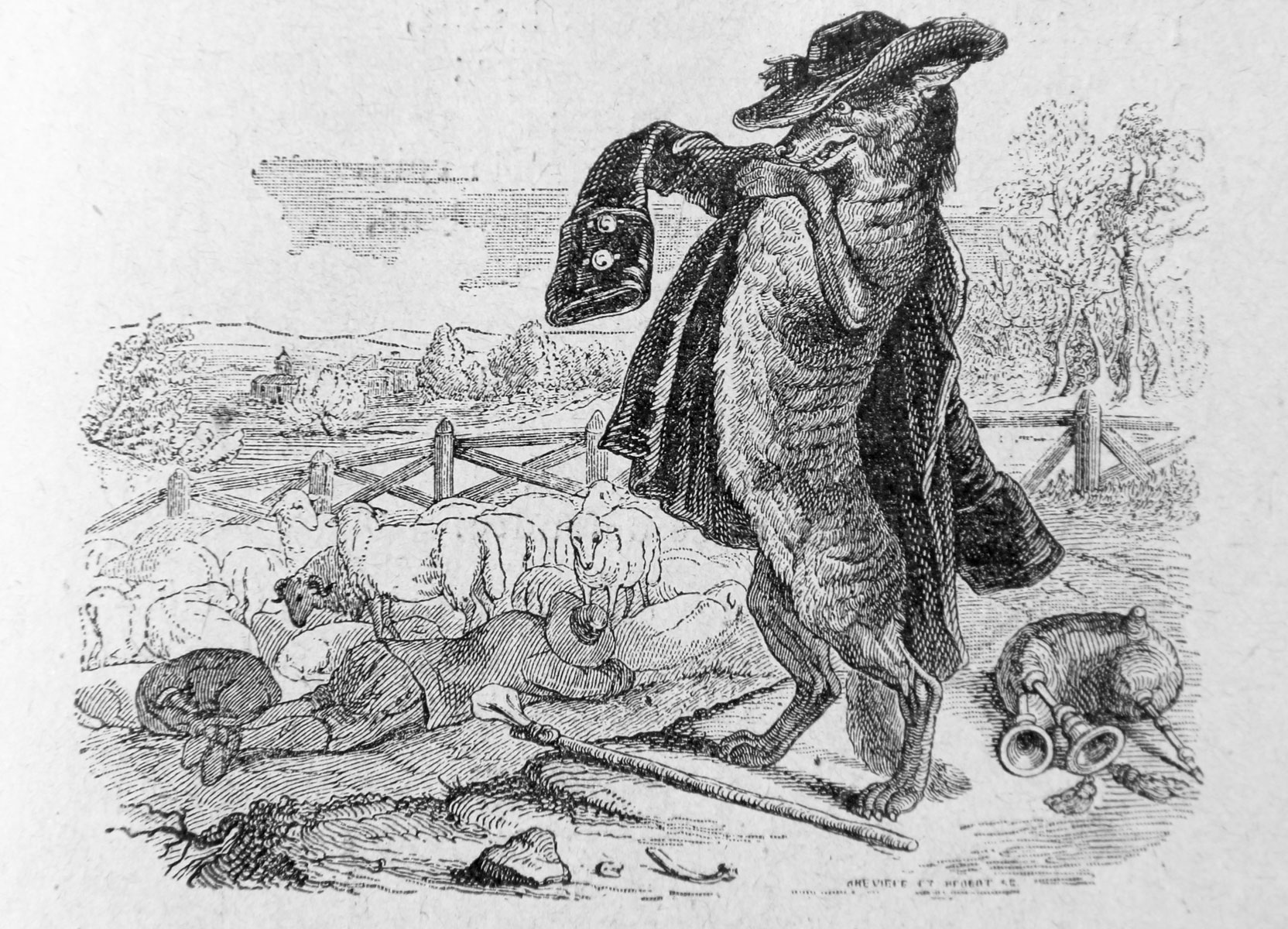
Le Loup devenu berger

Das Gedicht erzählt, wie einst der Wolf sich als Schäfer verkleidete, um einige Schafe von der Weide wegzulocken, als der Hirte, der Hund und fast die ganze Herde gerade schliefen. Seine Verkleidung mit Hirtenstab, Kittel und Sackpfeife war dem Wolf gut gelungen, er schrieb sich sogar den Namen des Schäfers Guillot auf den Hut. Jedoch als er die Stimme des Schäfers nachahmen wollte, brachte er nur ein fürchterliches Heulen zustande. Das Wolfsgeheul weckte den echten Guillot, den Hund und alle Schafe, und nun konnte der Wolf wegen seiner Verkleidung weder fliehen noch konnte er sich wehren. Die Moral lautet, was ein Wolf ist, soll als Wolf auftreten, Betrügereien kommen immer ans Licht.

## Analyse
Als mögliche Quelle kam anfangs die Fabel von Äsop „Der Wolf und der Hirte“ in Frage, wo der Wolf sich jedoch als Schaf verkleidet. La Fontaine gestaltet sowohl Inhalt als auch Schauplatz völlig um, führt dem Leser anschaulich jede Einzelheit der Idylle, der Verkleidung und der Atmosphäre vor Augen. Bei Äsop spielt sich die Handlung im Schafstall ab, während La Fontaines Schafe samt Hund, Hirte und dessen Sackpfeife auf der Weide schlummern. La Fontaine hat, wie auch in anderen seiner Fabeln, die französische Sprache mit einer neuen Wortbildung bereichert le besacier (Sackträger).
Doch deutsche und französische Herausgeber nennen nun als Quelle die italienische Fabel Il lupo et le pecore (Der Wolf und das Schaf) von Giovanni Maria Verdizotti (1525–1600), dessen Fabelsammlung von 1590 La Fontaine vielleicht bekannt war. Jean de la Fontaine, der auch hier die Handlung durch Erfindung neuer Züge zu bereichern und zu beleben wusste, lässt den Leser über das Schicksal des Wolfes nach dem Missglücken seiner List in Ungewissheit.
Ein Detail, das in der Quelle nicht vorkommt (wo kein Hirte anwesend ist und niemand schläft), ist der Vers „Son chien dormait aussi, comme aussi sa musette. La plupart des brebis dormoient pareillement.“ Dass auch seine Sackpfeife (sa Musette) schläft, ist nach Adolf Laun „von reizender Naivetät, wie die ganze Schilderung äusserst poetisch ist.“
Der Name Guillot, den La Fontaine hier und in vielen anderen Fabeln für seine Helden (und Antihelden) wählt, ist einer der vielen typisch bukolischen und pastoralen Namen, die seit dem Mittelalter üblich sind. Im 16. Jahrhundert kann ein fiktiver Gaillot le mentear (Guillot der Lügner) nachgewiesen werden. La Fontaine sah anscheinend das Wort Sykophant, mit dem er seinen „falschen Guillot“ charakterisiert, als sehr ungewöhnlich an, da er von seinem Verleger eine Fußnote dazu verlangte, und definierte es als Betrüger.